# Hassoum Ceesay (Schriftsteller)
Hassoum Ceesay (Schreibvariante: Hassum Ceesay; zur Abgrenzung, gemeinhin als Hassum Ceesay Sr.) (* 1944 in Panchang; † 19. Mai 2010) war ein gambischer Finanzökonom und Diplomat sowie Schriftsteller, Dichter und Dramaturg.

## Leben
Ceesay war der Sohn von Alkalo Madi Ceesay. Es war bekannt, dass er seit seiner Grundschulzeit mit dem Schreiben begonnen hatte.
Er erwarb einen Bachelor of Science an der University of Durham (UK) unter der Schirmherrschaft des Fourah Bay College, Sierra Leone, und zwei Master-Abschlüsse an den angesehenen Universitäten Oxford, Großbritannien, und Harvard, Vereinigte Staaten. Dann war er als Finanzökonom tätig.
Im Februar 1979 wurde von Ceesay und Goree Ndiaye (Galandou Goree Ndiaye) die Gambische Mission bei den Vereinten Nationen in New York eröffnet. Ceesay diente als Berater und Ndiaye als Missionssekretär.
Ceesay war Mitglied der Transition Assistance Group der Vereinten Nationen in Namibia (damals Südwestafrika und unter der Apartheid) und half den Namibiern beim Übergang von einem Apartheidregime zu einem freien Staat und bei der Durchführung ihrer ersten Wahlen im Jahr 1989. Er arbeitete in mehreren Ländern, darunter die Demokratische Republik Kongo (damals Zaire), die Zentralafrikanische Republik und Senegal.
Nach mehr als 17 Jahre, die er für die Vereinten Nationen (UNO) arbeitete, kehre er 1996 nach Gambia zurück. Er ging in den Ruhestand ging und ließ sich in Kololi nieder.
Er starb im Alter von 66 Jahren nach einer kurzen Krankheit in der Ndeban Clinic.

### Schriftstellerisches Wirken
Er veröffentlichte mehrere Artikel im Gambia News Bulletin. Im Jahr 1968 verfasste er mehrere Artikel, darunter einige davon: A Spot Worthy of Tarzan, Mr. Edward Brewer, Forestry Department Abuko Nature Reserve, und Random Thoughts on a Money Spinner. Er schrieb auch mehrere Artikel über gambische Literatur im Daily Observer.
Parallel zu seiner diplomatischen Karriere entwickelte Ceesay ein großes Interesse an dem literarischen Schaffen. In den frühen siebziger Jahren schloss er sich einer Gruppe gambischer Schriftsteller an, um die erste Literaturzeitschrift Ndaanan zu gründen, deren Mitbegründer er war. Ndaanan ist die erste Literaturzeitschrift, die 1971 in Gambia herausgegeben wurde. Er veröffentlichte acht seiner Gedichte und eine Kurzgeschichte darin. Von der Gründung bis 1973 war Ceesay der Leiter der Anzeigen- und Vertriebsabteilung, und bis zur Einstellung der Herausgabe im Jahr 1976 gehörte er zusammen mit Lenrie Peters, Swaebou Conateh, Charles Jow, Gabriel J. Roberts, Wally Ndow, Esther Sow, Marcel Thomasi und Margareth Jallow der Redaktion an.
Hassoum hat viel geschrieben, und es wird schwierig sein, alle seine Publikationen aufzuzählen. Er hat auch zahlreiche unveröffentlichte Werke wie seine Novellen Farm, Sisters of a Kind, What's a Mother to Do? und The Origins of a Song. Sein erstes veröffentlichtes Werk ist Seeking to Please, das 1974 in Banjul erschien. Zu dieser Zeit stand Ndaanan vor finanziellen Herausforderungen. Es behandelt eine Vielzahl von Themen: Schönheit, Begleichung von Rechnungen, die schmutzigen Tricks einer Prostituierten, Inflation der Preise.
Der erste Band (von Seeking to Please) besteht aus fünf Kurzgeschichten und zwölf Gedichten. Bald darauf veröffentlichte er mehrere weitere Kurzgeschichten, Gedichte und Theaterstücke. Seeking to Please hat zehn Bände. Die ersten sechs Bände sind bei Macmillan UK erschienen, die vier anderen wurden lokal veröffentlicht. Der letzte veröffentlichte und vertriebene Roman ist The Power of Ngewel or Banjen's Honour (2007). Ceesay hat in seinem Archiv mehrere unveröffentlichte Werke in Manuskriptform (Novellen, Kurzgeschichten, Gedichte), von denen einige bereits maschinengeschrieben und in Bearbeitung sind, während sich andere in großer Zahl in Reichweite befinden. Eines seiner veröffentlichten, aber unveröffentlichten Bücher trägt den Titel Things happen on the way to the well.
Aus seinen Gedichten erkennt man leicht Ceesays Liebe für das gambische Volk und seine Sorge um sein Wohlergehen. Alle seine Gedichte beobachten jene Themen, die man kaum wahrnimmt, obwohl sie unser Leben direkt betreffen. Ceesay nahm es auf sich, durch seine Schriften zu unterhalten, aber nicht zu vergessen, wie ein wahrhaft fürsorglicher Mensch aufzuklären und zu erziehen, zu warnen und zu beraten. Als Schriftsteller, Dichter und Dramaturg sah er es als seine Pflicht an, sowohl in Gambia als auch anderswo eine Botschaft an alle Menschen in Gambia und anderswo zu senden, die sich mit den Fragen und Sorgen unserer Gesellschaften und den Schönheiten, die in ihnen liegen, befassen.

### Ceesay, der Philanthrop
Nach seiner Rückkehr nach Gambia im Jahr 1996 leistete er auf verschiedene Weise einen enormen Beitrag zur gambischen Gesellschaft, indem er seine Bücher an und Schulen und Moscheen spendete und Einzelpersonen finanziell unterstützte. Er kaufte mehrere Grundstücke im Großraum Banjul und verteilte sie an Menschen, von denen er wusste, dass er niemals Miete verlangen würde, und er zahlte riesige Summen für den Bau wichtiger Moscheen in derselben Ortschaft aus. Ceesay, der Philanthrop, verschenkte zwischen 2003 und 2005 die Veröffentlichung Seeking to Please zum großen Teil (2400 Exemplare) davon der Regierung, dem Bildungsministerium, die zur Verteilung an alle Schulbibliotheken im ganzen Land gedacht waren.

## Auszeichnungen und Ehrungen
- The Hassoum Ceesay Memorial Prize for Fiction, ein jährlich zu vergebender Literaturpreis, wurde in Partnerschaft zwischen dem Schriftstellerverband (Writers’ Association of The Gambia) und dem National Centre for Arts and Culture (NCAC) und der Familie von Hassoum Ceesay in Gedenken an ihm 2016 ins Leben gerufen.[5][6]

## Publikationen

### Gedichte
- Fugitive (Ndaanan Vol. 1, issue 1, 1971)
- Manifa Musu (Ndaanan Vol. 1, issue 1, 1971)
- The Cotton Tree (Ndaanan Vol. 2, issue 1, 1972)
- The Palmwine Vendor’s Son (Ndaanan Vol. 2, issue 1, 1972)
- Behind the Looking Glass (Ndaanan Vol. 2, issue 1, 1972)
- Waves, Stigma (Ndaanan Vol. 5, issue 1 & 2, 1976)
- The Sun Stood Still (Ndaanan Vol. 5, issue 1 & 2, 1976)
- Caught in The Crossfire (Ndaanan Vol. 5, issue 1 & 2, 1976)

### Werke
- Seeking to Please, Banjul, 1974 (10 Bände)